# 得克薩斯公開賽
得克薩斯公開賽（Valero Texas Open）是美國高爾夫球PGA巡迴賽的賽事之一，在得克薩斯州聖安東尼奧舉行。得克薩斯公開賽的歷史開始於1922年，許多知名球星都曾獲得這一賽事的冠軍。

## 外部連結
- 官方网站
- Coverage on the PGA Tour's official site （页面存档备份，存于）

29°39′54″N 98°24′00″W / 29.665°N 98.40°W